# San Diego Film Critics Society Awards 1998
I premi del 3° San Diego Film Critics Society Awards sono stati annunciati il 18 dicembre 1998.

## Premi assegnati

### Miglior attore
Ian McKellen – Demoni e dei

### Miglior attrice
Susan Sarandon – Nemiche amiche

### Miglior regista
John Madden – Shakespeare in Love

### Miglior film
Demoni e dei

### Miglior film in lingua straniera
La vita è bella • Italia

### Migliore sceneggiatura originale
Sliding Doors – Peter Howitt

### Migliore adattamento della sceneggiatura
Soldi sporchi – Scott Smith

### Miglior attore non protagonista
Billy Bob Thornton – Soldi sporchi

### Migliore attrice non protagonista
Kathy Bates – I colori della vittoria

### Premio speciale
Gwyneth Paltrow (per particolari meriti di recitazione nei due film Sliding Doors e Shakespeare in Love)